# 中国2010年上海世界博览会捷克馆

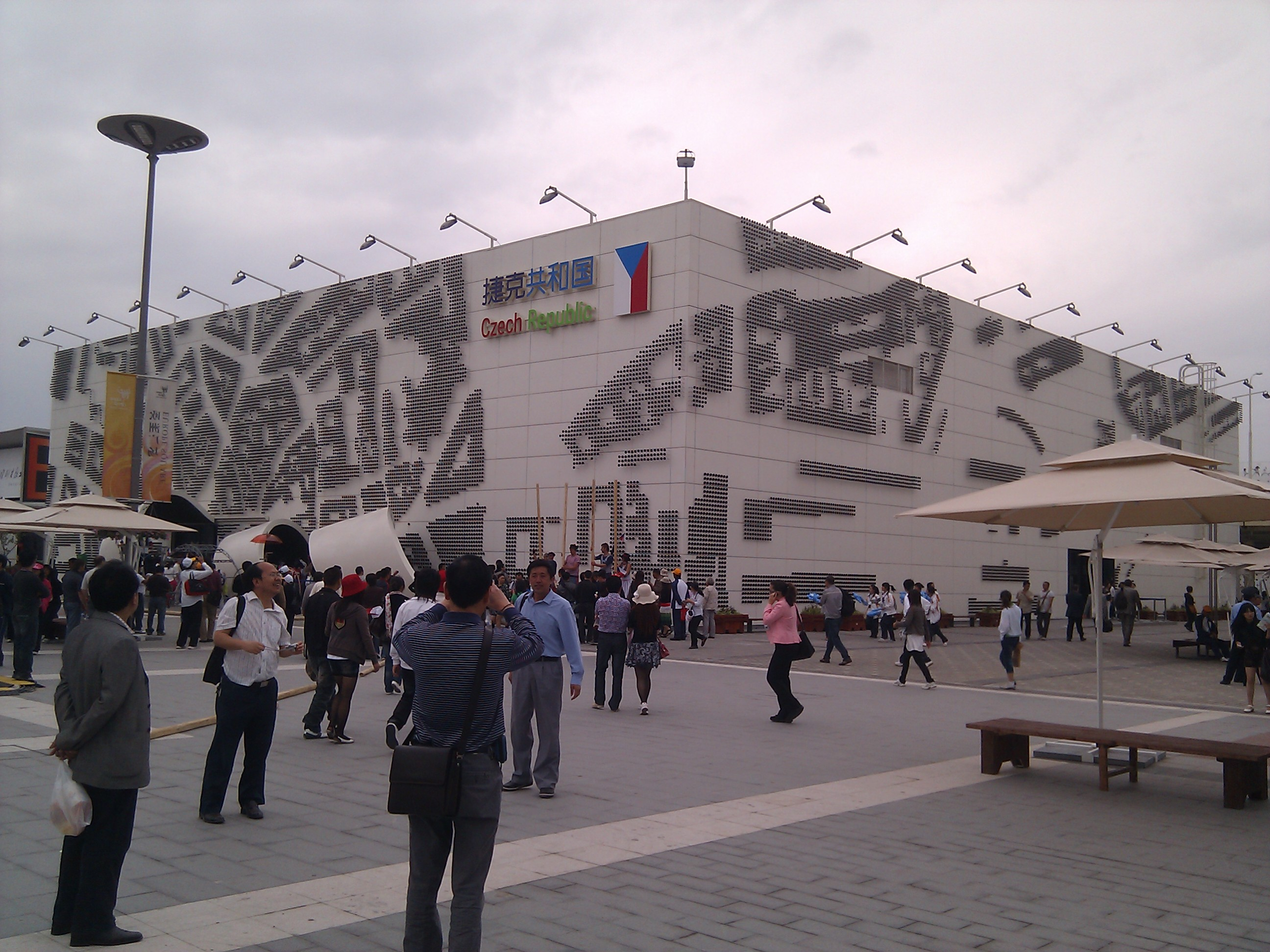
捷克馆

中国2010年上海世界博览会捷克馆，简称捷克馆（英文：Czech Pavilion at Expo 2010），是中国2010年上海世界博览会代表捷克的展馆，位于世博园区C片区。该展馆的主题为“文明的果实”，其展馆的国家馆日为5月17日，展馆面积2000平米。展馆白色外墙上布满63415只黑色橡胶制成的“冰球”，拼出布拉格老城区的地图。其中主题馆展示捷克解决交通拥堵、环境污染等城市问题的独特方案；另一侧的主展示区是一个在松软的草地上浮动着的“城市”，通过虚拟的城市化景观演绎“城市就是文明果实”的主题。